# Tony Trabert

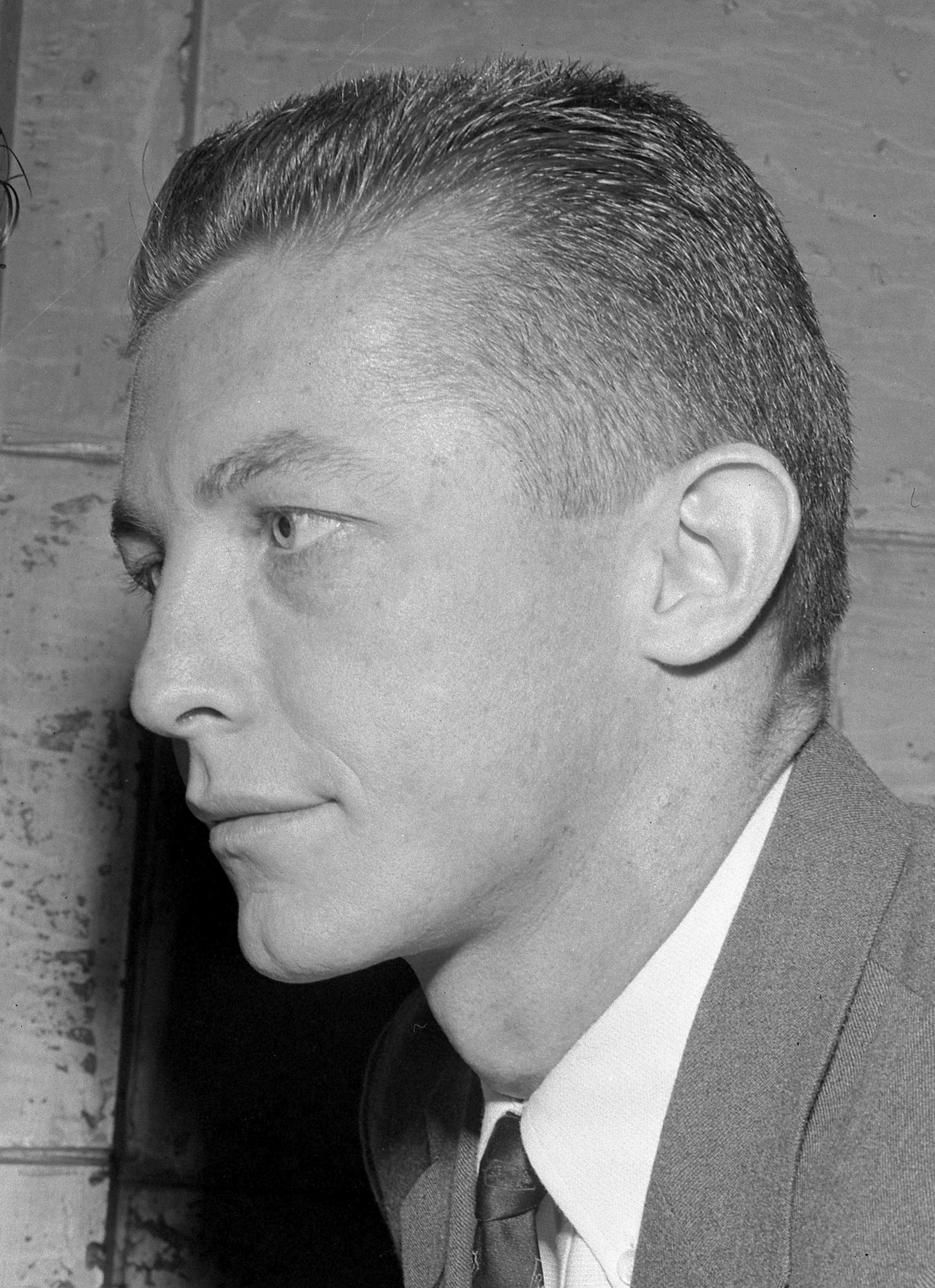
Tony Trabert (1955)

Marion Anthony Trabert, bekannt als Tony Trabert (* 16. August 1930 in Cincinnati, Ohio; † 3. Februar 2021 in Ponte Vedra Beach, Florida), war ein US-amerikanischer Tennisspieler.
Er erreichte in seiner Karriere insgesamt zehnmal das Finale bei einem Grand-Slam-Turnier, je fünfmal im Einzel und im Doppel, und gewann alle Endspiele.
Bis zu Michael Changs Sieg 1989 war Trabert der letzte US-amerikanische Tennisspieler, der im Stadion Roland Garros bei den French Open gewinnen konnte.
Sein bestes Jahr im Tennis war das Jahr 1955, als er bei den Australian Open im Doppel siegte, bei den French Open sowohl im Einzel als auch im Doppel gewann und das Herreneinzel in Wimbledon und in Forest Hills siegreich gestalten konnte. Ein Jahr später wechselte er zu den Profitennisspielern.
Er spielte auch im Davis Cup und war 1953 sowie von 1976 bis 1980 Kapitän der US-Mannschaft.
Im Jahr 1970 wurde er in die Hall of Fame des Tennissports aufgenommen.

## Sonstiges
Er spielte auch Basketball für die Cincinnati Bearcats während seines Studiums. Tony Trabert starb Anfang Februar 2021 im Alter von 90 Jahren.